# Анже
Анже́ (фр. Angers; /ɑ̃ʒe/) — місто та муніципалітет у Франції, у регіоні Пеї-де-ла-Луар, адміністративний центр департаменту Мен і Луара. Населення — 157 175 осіб (01.01.2021).

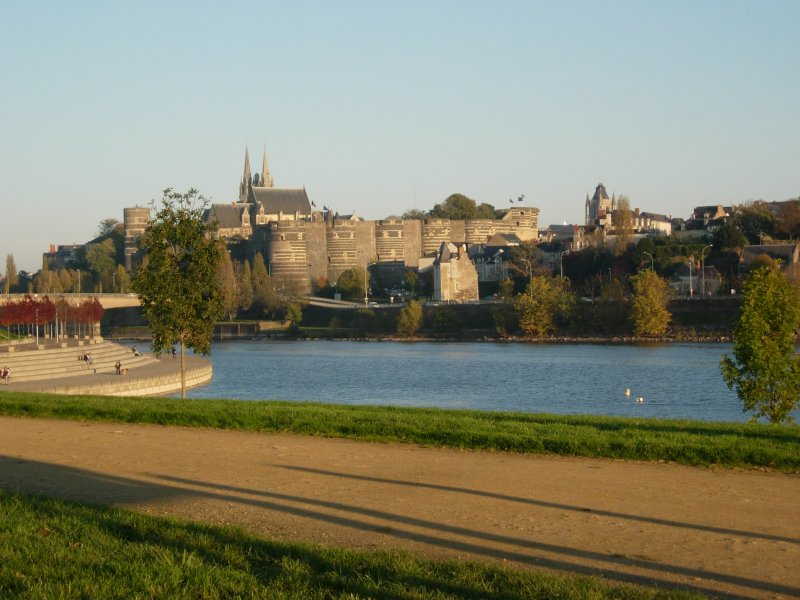

У місті розташований середньовічний замок, споруджений у XI столітті графом Анжуйським. У місті знаходиться Університет Анже.

## Географія
Муніципалітет розташований на відстані близько 270 км на південний захід від Парижа, 85 км на схід від Нанта.

### Клімат
| Клімат Анже               | Клімат Анже | Клімат Анже | Клімат Анже | Клімат Анже | Клімат Анже | Клімат Анже | Клімат Анже | Клімат Анже | Клімат Анже | Клімат Анже | Клімат Анже | Клімат Анже | Клімат Анже |
| Показник                  | Січ.        | Лют.        | Бер.        | Квіт.       | Трав.       | Черв.       | Лип.        | Серп.       | Вер.        | Жовт.       | Лист.       | Груд.       | Рік         |
| Середній максимум, °C     | 7,6         | 8,7         | 12,9        | 15,7        | 19,1        | 22,8        | 24,5        | 24,4        | 21,6        | 16,4        | 11,1        | 8,0         | 16          |
| Середня температура, °C   | 4,4         | 5,1         | 8,2         | 10,6        | 13,7        | 17,2        | 18,8        | 18,7        | 16,4        | 11,9        | 7,7         | 5,1         | 11          |
| Середній мінімум, °C      | 1,3         | 1,6         | 3,6         | 5,5         | 8,4         | 11,6        | 13,2        | 13,1        | 11,2        | 7,5         | 4,4         | 2,2         | 6           |
| Норма опадів, мм          | 64          | 54          | 52          | 45          | 55          | 44          | 43          | 48          | 52          | 61          | 70          | 62          | 650         |
| ------------------------- | ----------- | ----------- | ----------- | ----------- | ----------- | ----------- | ----------- | ----------- | ----------- | ----------- | ----------- | ----------- | ----------- |
| Джерело: climate-data.org |             |             |             |             |             |             |             |             |             |             |             |             |             |

## Історія
Найдавнішими мешканцями місцевості були галли-андекави. Римляни на честь Юлія Цезаря називали місто Юліомагом (Juliomagus). З IX століття — столиця Анжуйского графства, яким з 870 по 1205 рр. правила перша Анжуйська династія, що дала Плантагенетів. Саме останні спорудили основні пам'ятки середньовічного Анже, включаючи оточений ровом замок і лікарню Івана Хрестителя, віддану нині під археологічний музей.
У XV столітті місто досягло свого зеніту як столиця «доброго короля Рене», але було спустошене в розпал Столітньої війни. До Французької революції Анже залишалося столицею герцогства й провінції Анжу.
16 квітня 1850 року в Анже сталася катастрофа. Через резонанс, викликаний маршируваням солдатів, завалився міст Бас-Шен і загинуло 226 осіб.
Історико-архітектурна спадщина міста зазнала руйнувань у роки Другої світової війни. З 1939 до 1940 рік в Анжу перебував Уряд Польщі у вигнанні. У 1971 році відновлено університет Анже, що існував за часів короля Рене.

## Демографія
Динаміка населення (Des villages de Cassini aux communes d’aujourd’hui і INSEE  ):
Розподіл населення за віком та статтю (2006):
| Стать | Всього | До 15 років | 15-24  | 25-44  | 45-64  | 65-85  | Понад 85 |
| --- | ------ | ----------- | ------ | ------ | ------ | ------ | -------- |
| Чоловіки | 69 873 | 12 375      | 15 830 | 19 798 | 13 669 | 7204   | 997      |
| Жінки | 82 431 | 11 801      | 18 866 | 20 154 | 16 762 | 12 483 | 2365     |
| \| Статево-вікова піраміда \| Статево-вікова піраміда \| Статево-вікова піраміда \| \| ----------------------- \| ----------------------- \| ----------------------- \| \| Чоловіки \| Вік \| Жінки \| \| 997 \| 85 + \| 2365 \| \| 1415 \| 80-84 \| 2928 \| \| 1843 \| 75-79 \| 3351 \| \| 2050 \| 70-74 \| 3235 \| \| 1896 \| 65-69 \| 2969 \| \| 2294 \| 60-64 \| 2897 \| \| 3429 \| 55-59 \| 4370 \| \| 3982 \| 50-54 \| 4589 \| \| 3964 \| 45-49 \| 4906 \| \| 3841 \| 40-44 \| 4633 \| \| 4211 \| 35-39 \| 4385 \| \| 5205 \| 30-34 \| 4853 \| \| 6541 \| 25-29 \| 6283 \| \| 9362 \| 20-24 \| 11 170 \| \| 6468 \| 15-20 \| 7696 \| \| 4211 \| 10-14 \| 3712 \| \| 3814 \| 5-9 \| 3693 \| \| 4350 \| 0-4 \| 4396 \| |        |             |        |        |        |        |          |
| Статево-вікова піраміда |        |             |        |        |        |        |          |
| Чоловіки | Вік    | Жінки       |        |        |        |        |          |
| 997 | 85 +   | 2365        |        |        |        |        |          |
| 1415 | 80-84  | 2928        |        |        |        |        |          |
| 1843 | 75-79  | 3351        |        |        |        |        |          |
| 2050 | 70-74  | 3235        |        |        |        |        |          |
| 1896 | 65-69  | 2969        |        |        |        |        |          |
| 2294 | 60-64  | 2897        |        |        |        |        |          |
| 3429 | 55-59  | 4370        |        |        |        |        |          |
| 3982 | 50-54  | 4589        |        |        |        |        |          |
| 3964 | 45-49  | 4906        |        |        |        |        |          |
| 3841 | 40-44  | 4633        |        |        |        |        |          |
| 4211 | 35-39  | 4385        |        |        |        |        |          |
| 5205 | 30-34  | 4853        |        |        |        |        |          |
| 6541 | 25-29  | 6283        |        |        |        |        |          |
| 9362 | 20-24  | 11 170      |        |        |        |        |          |
| 6468 | 15-20  | 7696        |        |        |        |        |          |
| 4211 | 10-14  | 3712        |        |        |        |        |          |
| 3814 | 5-9    | 3693        |        |        |        |        |          |
| 4350 | 0-4    | 4396        |        |        |        |        |          |

## Економіка
2010 року серед 102 170 осіб працездатного віку (15—64 років) 67 602 були активними, 34 568 — неактивними (показник активності 66,2%, у 1999 році було 63,2%). З 67 602 активних мешканців працювало 56 836 осіб (28 291 чоловік та 28 545 жінок), безробітними було 10 766 (5292 чоловіки та 5474 жінки). Серед 34 568 неактивних 21 465 осіб було учнями чи студентами, 6192 — пенсіонерами, 6911 були неактивними з інших причин.

У 2010 році в муніципалітеті нараховувалося 63247 оподаткованих домогосподарств, у яких проживали 127569,0 особи, медіана доходів виносила 17 417 євро на одного особоспоживача.

## Транспорт
З 2011 року в місті працює сучасна трамвайна мережа, в складі однієї лінії завдовжки приблизно 12 км.

## Відомі особистості
У місті народилися:
- Жозеф Пруст (1754—1826) — французький хімік, вчений, член Паризької академії наук (з 1816);
- Ерве Базен (1911—1996) — французький письменник;
- Жозеф Вресінськи (1917—1988) — французький суспільний діяч, філософ, правозахисник.